# بارزیلوویتسا
بارزیلوویتسا (به صربی: Barzilovica) یک منطقهٔ مسکونی در صربستان است که در لازارواتس واقع شده‌است. بارزیلوویتسا ۱۷٫۴۶ کیلومتر مربع مساحت و ۸۴۴ نفر جمعیت دارد و ۲۶۸ متر بالاتر از سطح دریا واقع شده‌است.